# 脇坂真人
脇坂 真人（わきざか まさと、1965年6月26日 - ）は日本のミュージカル俳優である。福島県南相馬市出身。劇団四季所属。

## 来歴
1994年に劇団四季に入団。同年ウエストサイド物語で初舞台に出演する。2009年に退団しダンス講師として活動していたが2013年に劇団四季に再入団し、 演出スーパーバイザーとしても活動している。

## 主な出演

### 出演
- ウエストサイド物語
- クレイジー・フォー・ユー（パーキンス／カスタス／ランク・ホーキンス）
- アイーダ（2003年～アンサンブル）
- ウィキッド（2007年～アンサンブル）
- マンマ・ミーア!（2008年～ビル・オースティン）
- はじまりの樹の神話（2021年～ギーコ）
- ガンバの大冒険（ノロイ）

### スタッフ
- ウィキッド（演出スーパーバイザー）

### ラジオ
- 横浜サウンド☆クルーズ（2015年）